# Juni Arnekleiv
Juni Arnekleiv, född 17 februari 1999, är en norsk skidskytt, tävlande för Dombås IL.

## Karriär
I januari 2023 tog Arnekleiv guld tillsammans med Endre Strømsheim i singelmixstafetten vid EM i Lenzerheide.

## Resultat

### Pallplatser i världscupen

#### Individuellt
Arnekleiv har två individuella pallplatser i världscupen: två tredjeplatser.
| Säsong  | Datum           | Plats      | Disciplin         | Placering |
| ------- | --------------- | ---------- | ----------------- | --------- |
| 2023/24 | 1 december 2023 | Östersund  | Sprint (7,5 km)   | 3:a       |
| 2023/24 | 14 januari 2024 | Ruhpolding | Jaktstart (10 km) | 3:a       |

#### Lag
I lag har Arnekleiv i världscupen åtta pallplatser: sex segrar och två andraplatser.
| Säsong  | Datum            | Plats          | Disciplin        | Placering | Lagkamrat(er)                                |
| ------- | ---------------- | -------------- | ---------------- | --------- | -------------------------------------------- |
| 2022/23 | 11 mars 2023     | Östersund      | Stafett          | 1:a       | Lien / Landmark Tandrevold / Olsbu Røiseland |
| 2023/24 | 25 november 2023 | Östersund      | Singelmixstafett | 2:a       | Holm Lægreid                                 |
| 2023/24 | 29 november 2023 | Östersund      | Stafett          | 1:a       | Johansen / Knotten / Landmark Tandrevold     |
| 2023/24 | 10 december 2023 | Hochfilzen     | Stafett          | 1:a       | Ishol Skogan / Knotten / Landmark Tandrevold |
| 2023/24 | 7 januari 2024   | Oberhof        | Stafett          | 2:a       | Ishol Skogan / Knotten / Landmark Tandrevold |
| 2023/24 | 20 januari 2024  | Antholz        | Mixstafett       | 1:a       | Knotten / T. Bø / J. Thingnes Bø             |
| 2023/24 | 3 mars 2024      | Oslo           | Singelmixstafett | 1:a       | Sjåstad Christiansen                         |
| 2023/24 | 9 mars 2024      | Soldier Hollow | Stafett          | 1:a       | Lien / Knotten / Landmark Tandrevold         |